# Navardún

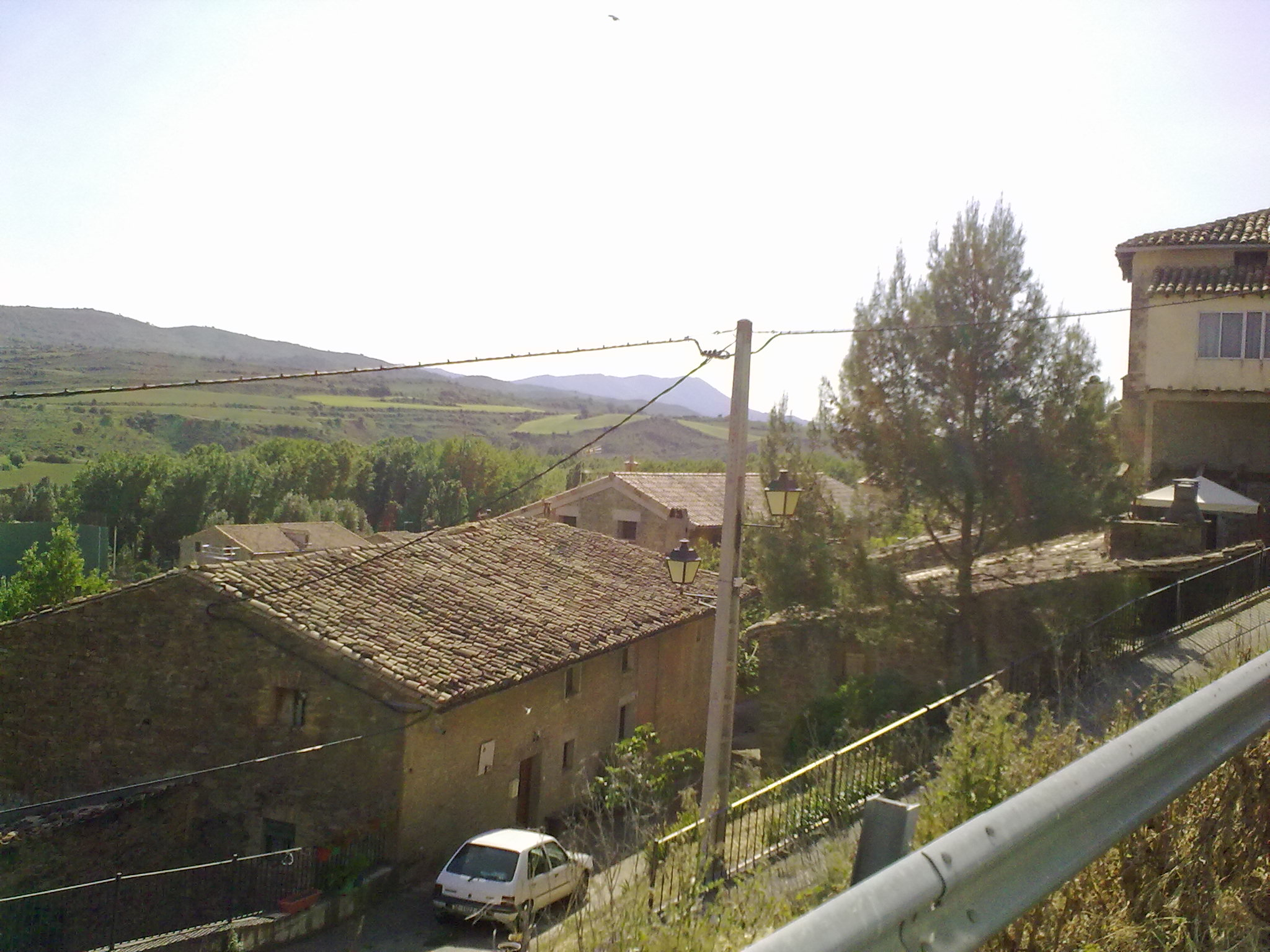
Navardún 2 le village.

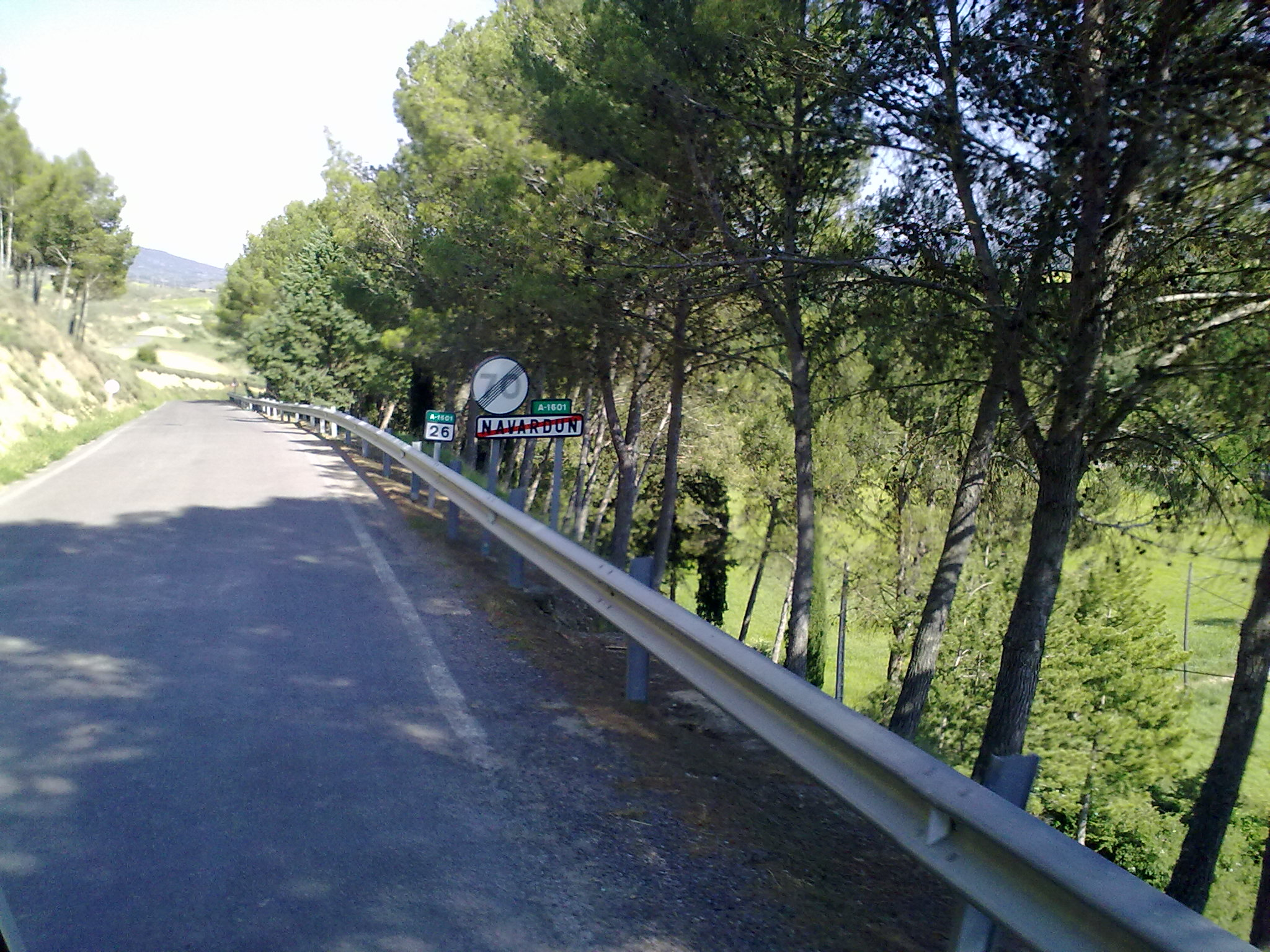
Navardún 3 sortie du village.

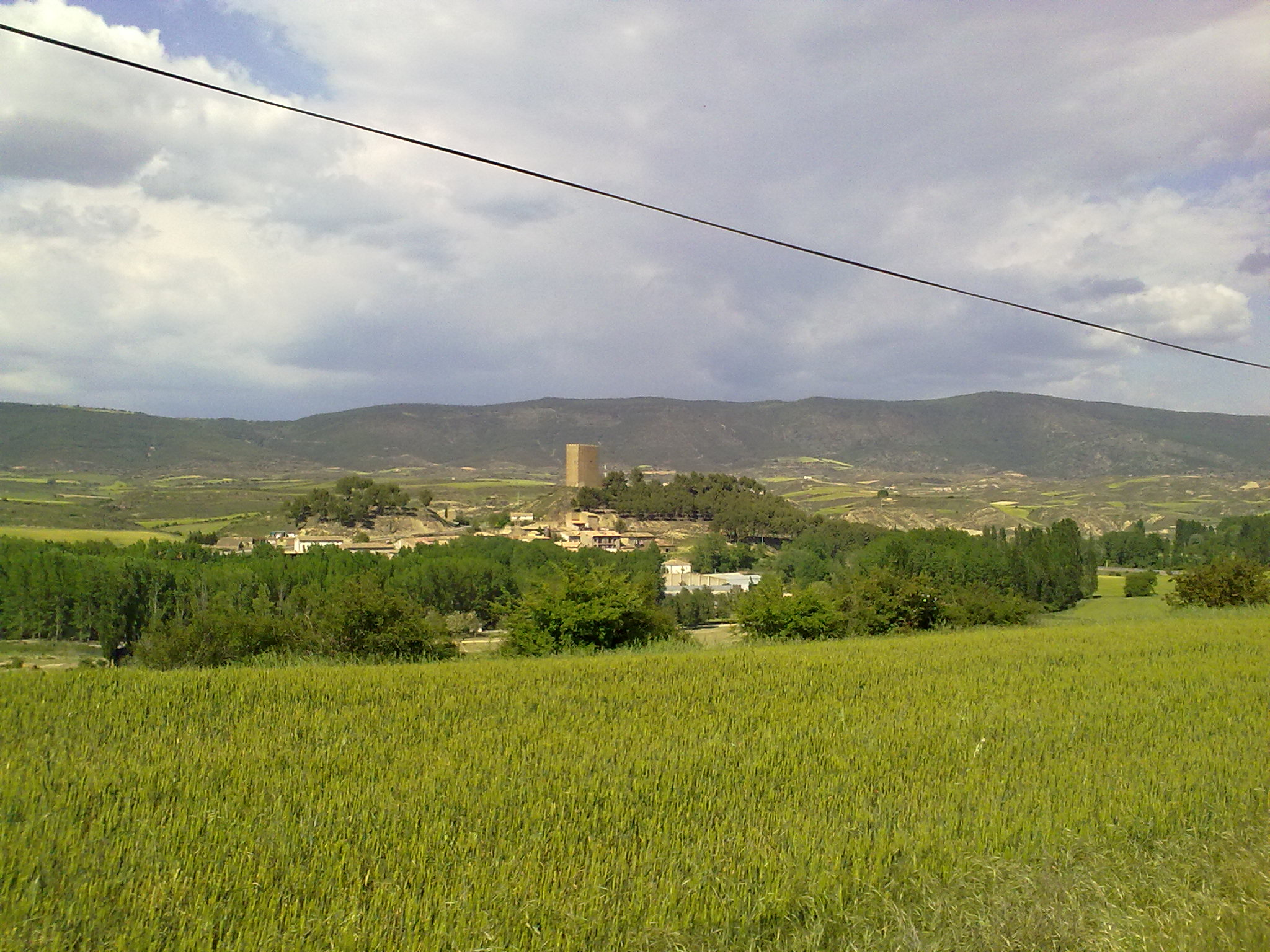
Navardún et le château.

Navardún est une commune d’Espagne, dans la province de Saragosse, communauté autonome d'Aragon, de la comarque de Cinco Villas.